# Fabián Pérez Ximeno
Fabián Pérez Ximeno (Linares de Mora, 1587-Ciudad de México, 17 de abril de 1654) fue un organista, compositor y maestro de capilla español.

## Vida
Fabián Pérez Ximeno nació en Linares de Mora, en la provincia de Teruel, en 1587, hijo de Jaime Pérez y Catalina Ximeno. Su abuelo, Jaime Pérez Mayor, y su padre, Jaime Pérez «Segundo», habían ocupado diversos cargos en la administración del pueblo: «justicia, jurados, almutacén y otros honoríficos, executándolos
todos con grande aplauso, respecto y buena administración». De niño pasó por Valencia, Zaragoza, Cuenca y Madrid, donde alcanzó la edad adulta.
Fue el primer organista del Real Convento de la Encarnación de Madrid, donde permaneció en el cargo entre 1615 y 1622 aproximadamente. Ese mismo año, el 18 de junio de 1622, se le otorgó licencia para trasladarse a la Nueva España y ese mismo año se dirigió a México: «fue llamado con mil pesos de salario para el mismo ministerio de organista a la Santa Yglesia Metropolitana de México».
Las primeras noticias de él en Nueva España son de 1623, cuando ocupaba el cargo de organista segundo de la Catedral de México. Curiosamente cobraba el doble que el primer organista —Juan Ximénez—, 1000 pesos de oro común. La razón es que Pérez Ximeno además de organista era organero, es decir, se encargaba del mantenimiento y la reparación de órganos en otras catedrales e iglesias.  Trató de conseguir una ración, ya que el pago de su salario no llegaba con la regularidad deseada.

[...] Y, atendiendo a todo esto y a que la Fábrica desta dicha Santa Yglesia está muy pobre, y tanto que no puede pagar los salarios con la puntualidad que se requiere y ser su salario muy considerable, por ser de mil pesos en cada un año, pretende que Vuestra Merced le aga merçed de honrrarle en una rasión entera, la primera que vacare, con cargo del órgano, que hasiéndole Vuestra Merced merçed de ella, ará dexasión de los dichos mil pesos para que los gose la Fábrica, con que quedará más descansada y Vuestra Merced ará a la dicha Santa Yglesia muy gran merçed de relebarla de esta costa [...]

Por lo menos desde 1642 tenía una estrecha amistad y era confidente del arzobispo Juan de Palafox.
En noviembre de 1642 fue nombrado primer organista y tras el fallecimiento de Luis Coronado, el maestro de capilla, fue nombrado para el magisterio el 31 de marzo de 1648. Tomó como asistente al sobrino del maestro anterior, Juan Coronado, y también educo a su sobrino, Francisco Vidales, que posteriormente sería organista en la Catedral de Puebla y compositor. Se preocupó de mejorar la capilla y trajo algunos músicos de Puebla, además de contratar al arpista Nicolás Griñón.
Fabián Pérez Ximeno mantuvo sus dos cargos como organista mayor y maestro de capilla hasta su fallecimiento en Ciudad de México, el 17 de abril de 1654.

## Obra
En general, las composiciones de Pérez Ximeno tienen una gran influencia de Palestrina.
Se conservan obras en el Archivo de la Catedral de Puebla de los Ángeles, en el Centro Nacional de Investigación, Documentación e Información Musical Carlos Chávez, de México (CENIDIM) y en la Newberry Library, de Chicago (Estados Unidos).
- Missa de la Batalla sexti toni, misa a 8 voces;
- Missa super Beatus vir, misa a 11 voces;
- Magnificat Secundi toni, cántico a 11 voces;
- Magnificat Tertii toni, cántico a 8 voces;
- Confitebor tibi Domine in toto corde, salmo a 5 voces;[7]
- Dixit Dominus, salmo a 8 voces;
- Laudate Pueri, salmo a 11 voces;
- Qui inclinavit, salmo a 5 voces;
- Ay, ay, galeguiños ay que lo veyo, villancico en gallego a 5 voces.